# Melsunger Turngemeinde 1861
Melsunger Turngemeinde 1861 e.V. ou simplesmente MT Melsungen é uma equipe esportiva de Melsungen , Alemanha. Atualmente joga no Campeonato Alemão de Handebol.

## Elenco 2013/2014
Lista atualizada em 2013.
| Nr. | Nacionalidade | Nome                 |
| --- | ------------- | -------------------- |
| 1   | Suécia        | Mikael Appelgren     |
| 12  | Suécia        | Per Sandström        |
| 16  | Alemanha      | Colin Räbiger        |
| 3   | Suécia        | Jonathan Stenbäcken  |
| 4   | Suécia        | Anton Månsson        |
| 5   | Alemanha      | Johannes Sellin      |
| 7   | Chéquia       | Daniel Kubeš         |
| 9   | Suécia        | Patrik Fahlgren      |
| 10  | Alemanha      | Malte Schröder       |
| 13  | Alemanha      | Jan Forstbauer       |
| 14  | Alemanha      | Christian Hildebrand |
| 17  | Alemanha      | Felix Danner         |
| 18  | Alemanha      | Philipp Müller       |
| 21  | Alemanha      | Christian Zufelde    |
| 22  | Alemanha      | Michael Allendorf    |
| 23  | Sérvia        | Nenad Vučković       |
| 25  | Alemanha      | Michael Müller       |